# Gillevinia straata
Gillevinia straata es el nombre propuesto para una especie de microorganismos que, hipotéticamente, se habrían encontrado en el planeta Marte; según el neurobiólogo argentino, Mario Crocco. Supuestamente, se manifestaría como el único agente activo en las respuestas a los experimentos de 'liberación marcada' realizados por el Programa Viking en 1976.

Sin embargo, la hipótesis que postula y le da nombre la existencia de esta vida marciana hasta este momento no ha obtenido una gran repercusión o un apoyo mayor de la NASA, de la comunidad científica o de publicaciones científicas importantes, o incluso de la prensa especializada. 
Como explicación de lo que se halla en juego en esta cuestión científica, el Dr. Norberto C. Contreras (diciembre de 2008) manifiesta en su presentación de una de las obras de Crocco que a tal interpretación se debe que su tradición académica venga presentando
los holotipos y epitipos, dicho de otra forma los especímenes biológicos que repositorios y museos públicos preservan de la natural destrucción, como afectables por una mediación epistémica progresiva (MEP; PEM en inglés), de modo que, para los fines de la sistemática o nomenclatura taxonómica, las nuevas especies puedan caracterizarse por los rasgos permanentes de señales remotamente radiadas y progresivamente refinadas en series de experimentos destructivos – concepto de importancia para la exploración de rincones inaccesibles en la biósfera terrestre, y de otras biósferas desde las cuales problemas insolubles de bioseguridad prohíban importar especímenes. (Así a fin de 2006, ante nuevos datos sobre el planeta Marte, Crocco reconoció en ciertas señales radiadas en 1976 por la Misión Vikingo las características de flujo metabólico suficientes para describir inicialmente una especie nueva bajo mediación epistémica progresiva y ubicó sus agentes activos en la sistemática, produciendo con ello la primera clasificación biológica de un organismo marciano).
Sin dicha mediación epistémica progresiva, el nombre sería considerado un nomen nudum, es decir un pretendido nombre científico para un taxón en el que fallan los criterios formales para su empleo científico. 

## Antecedentes
En 1975 la NASA envió dos sondas, las Viking 1 y Viking 2 a Marte; uno de los principales objetivos era realizar pruebas para determinar la existencia de vida en ese planeta. Solo un tipo de experimento, el de 'liberación marcada', dio resultado aparentemente positivo. Sin embargo, hay algunos científicos que interpretan los resultados como suficiente evidencia de metabolismo, y por lo tanto, de vida activa. Alegan que los experimentos no solo retornaron señales dentro de los criterios previstos para interpretarlo así, sino que además a través de casi 270 días marcianos muestran ciclos casi diarios que pueden reforzar la idea de metabolismo. Aducen también que nuestra idea de la superficie de Marte, que por entonces se consideraba completamente seca, se ha modificado.
 Debido a que los equipos de cromatografía de gases y el espectrómetro de masas no detectaron moléculas orgánicas naturales, el resultado no se pudo corroborar, y hasta la fecha, es oficialmente considerado como inconcluso.

## Revaluación de datos
Los principales proponentes de la teoría de que los experimentos de liberación marcada realizados por el programa Viking son evidencia suficiente de vida en Marte, son Gilbert Levin, (investigador original del programa Viking), Rafael Navarro-González y Ronalds Paepe.
En 2007, Gilbert Levin presentó una vez más sus conclusiones durante un seminario de ciencias geofísicas en Washington, EE. UU. Levin aun sostiene la teoría de que sus datos originales confirman la existencia de vida activa en Marte.  
Roland Paepe, un profesor holandés especialista en geología ambiental y paleoclimatología, propuso que el suelo marciano probablemente se desarrolla edafologicamente debido a la actividad de las comunidades de Gillevinia straata y que la molécula fotosintética del mismo, en vez de ser la clorofila, es otra molécula que reflejaría la luz en la banda de color rojizo. En otras palabras, que la superficie de Marte no tiene su aspecto rojizo por óxido ferroso sino por el Gillevinia straata distribuido en toda su superficie.
Un equipo basado en California y dirigido por Rafael Navarro González, concluyó que el equipo utilizado por las naves Viking para detectar moléculas orgánicas naturales pudo haber sido insuficientemente sensitivo para la cantidad de material analizado. Navarro también sigiere que cualquier futura misión de búsqueda de vida en Marte, debería de utilizar una tecnología diferente para la detección de materia orgánica.
Los investigadores alemanes Dirk Schulze-Makuch y Joop M. Houtkooper, sugieren que los instrumentos de los Viking no detectaron moléculas orgánicas naturales debido a la explicación biológica, que el  poder oxidativo del solvente (H2O2 - H2O) excedió la capacidad de reducción química de los microorganismos marcianos.

## Propuesta de nuevas categorías taxonómicas
Al proponerse la posible existencia de vida en Marte, el neurobiólogo argentino, Mario Crocco, consideró necesario en 2007 proponer una modificación en el más alto nivel de la taxonomía (clasificación biológica), y crear nuevas categorías taxonómicas para poder incorporar al hipotético microorganismo marciano, según describió en una publicación del Hospital Neuropsiquiátrico "Dr. José Tiburcio Borda", Argentina.
- Sistema vital: Solaria

- Biosfera: Marciana - Todos los organismos vivientes, extintos y existentes cuyos linajes se desarrollaron sobre el planeta solar Marte. Su taxón paralelo es Terrestria.

- Reino: Jakobia - Todos los organismos vivientes integrantes de Marciana cuya anatomía y fisiología están adaptadas para vivir habitualmente en las gamas de radiación ultravioleta y otras condiciones características del suelo superior del Marte, incluso si fuesen también capaces de sobrevivir en otro biotopos marcianos. (El reino es así denominado para honrar a Christofredo Jakob (1866-1956)).

- Género y especie: Gillevinia straata (en honor a Gilbert Levin y Patricia Straat, quienes dirigieron los experimentos originales en Marte en 1975).

No se han creado aun taxones intermedios (filo, clase, orden, familia) por carecer de observaciones para ese fin.

## Críticas
Entre las críticas formuladas se encuentra que las posteriores misiones que han descendido en Marte, las cuales poseen un equipo y tecnología más moderna que el Viking, no han encontrado evidencia de esta hipotética forma de vida.
Al carecerse de evidencia de biomoléculas y de metabolismo, y de que solo exista una descripción del hipotético espécimen (sin tomar en consideración que, si existe vida en Marte, además no se pueda descartar que las hipotéticas pruebas provengan de un ecosistema de diferentes microoganismos, y no de una comunidad de una sola especie, lo cual expresamente la propuesta clasificatoria también considera posible), se señala que no hay observaciones directas, es decir salteando la mediación epistémica de las señales radiadas, que permitan 'describir' en ningún nivel la jerarquía taxonómica propuesta y 'compararla' (ya que pretende referirse a la primera organización biológica de una nueva biósfera) de modo de crear una taxonomía comparativa, por lo que los adversarios de la propuesta alegan que científicamente, el nombre Gillevinia straata solo se trata de un nomen nudum. 
Del mismo modo todas las reinterpretaciones de los datos, no ha sido publicadas ni corroboradas en una revista científica de prestigio con un "análisis de revisión por pares" de expertos en disciplinas afines al tema; por lo que no se suelen aceptar como investigaciones fehacientes que demuestren la existencia de esta hipotética especie, reconocidas por la comunidad científica.
La teoría del doctor Pablo Della Paolera afirma que la NASA oculta este descubrimiento porque es una vergüenza que un argentino lo haya hecho, y peor aún, la NASA había afirmado que Marte no podría soportar vida. No solo eso, sino que la NASA envía equipo sin esterilizar, poniendo en riesgo la vida del "bicho colorao". 